# Clathria atrasanguinea
Clathria atrasanguinea är en svampdjursart som först beskrevs av James Scott Bowerbank 1862.  Clathria atrasanguinea ingår i släktet Clathria och familjen Microcionidae. Inga underarter finns listade i Catalogue of Life.